# Jérôme Déom
Jérôme Déom (* 19. April 1999 in Libramont-Chevigny) ist ein belgischer Fußballspieler. Der Mittelfeldspieler steht aktuell bei der KAS Eupen unter Vertrag.

## Karriere
Seit er neun Jahre alt war, spielte Déom bei den diversen Jugendmannschaften von Standard Lüttich. Er wurde im vereinseigenen Ausbildungszentrum, der Académie Robert Louis-Dreyfus, gefördert.
Nachdem er noch als Spieler der Reservemannschaft in neun der zehn Play-off 2-Spiele der Saison 2016/17 in der ersten Mannschaft eingesetzt worden war, schloss Standard am 5. Mai 2017 mit ihm einen Profi-Vertrag ab.
In der Saison 2017/18 stand Déom bei keinem Spiel im Kader. Für die Saison 2018/19 wurde er ohne Kaufoption an den MVV Maastricht ausgeliehen. Dennoch wechselte Déom mit Beginn der nächsten Saison 2019/20 endgültig nach Maastricht. In dieser Saison bestritt er bis zum Abbruch der Saison infolge der COVID-19-Pandemie 24 von 29 möglichen Ligaspielen für Maastricht sowie ein Pokalspiel. In der Saison 2020/21 waren es 37 von 38 möglichen Ligaspielen, in denen er drei Tore schoss, sowie ein Pokalspiel. Déom verpasste lediglich ein Spiel wegen einer Gelbsperre. 
Mitte Juli 2021 wechselte er zurück in die Division 1A nach Belgien und unterschrieb bei der KAS Eupen einen Vertrag mit einer Laufzeit von drei Jahren. In der Saison 2021/22 bestritt er 30 von 34 möglichen Ligaspielen und fünf Pokalspiele für Eupen. In der Saison 2022/23 waren es 16 von wiederum 34 möglichen Ligaspielen sowie ein Pokalspiel. Ab Mitte Februar 2023 wurde er bis zum Saisonende wegen einer Schulterverletzung nicht mehr eingesetzt. In der Saison 2023/24 kam er auf 26 von 36 möglichen Ligaspielen, in denen er ein Tor schoss. Die Saison endete mit dem Abstieg der KAS Eupen in die Division 1B.

## Nationalmannschaft
Déom wurde von der U 15 an in mehreren Junioren-Nationalmannschaften Belgiens eingesetzt, zuletzt am 27. März 2018. Zu einem Einsatz in der A-Nationalmannschaft kam es bisher nicht.